# Pityrogramma rupicola
Pityrogramma rupicola är en kantbräkenväxtart som beskrevs av Pichi-serm. Pityrogramma rupicola ingår i släktet Pityrogramma och familjen Pteridaceae. Inga underarter finns listade.